# Narendranagar
Narendranagar (o Narendra Nagar) è una suddivisione dell'India, classificata come municipal board, di 4.796 abitanti, situata nel distretto di Tehri Garhwal, nello stato federato dell'Uttarakhand. In base al numero di abitanti la città rientra nella classe VI (meno di 5.000 persone).

## Geografia fisica
La città è situata a 30° 10' 0 N e 78° 17' 60 E e ha un'altitudine di 1.325 m s.l.m..

## Società

### Evoluzione demografica
Al censimento del 2001 la popolazione di Narendranagar assommava a 4.796 persone, delle quali 2.844 maschi e 1.952 femmine. I bambini di età inferiore o uguale ai sei anni assommavano a 524, dei quali 293 maschi e 231 femmine. Infine, coloro che erano in grado di saper almeno leggere e scrivere erano 3.909, dei quali 2.455 maschi e 1.454 femmine.